# 鈴木基
鈴木 基（すずき もとい、Motoi SUZUKI）は、日本の医師、医学者（感染症疫学・臨床疫学）。学位はMaster（ロンドン大学衛生熱帯医学大学院・2009年）、医学博士（長崎大学大学院・2014年）。厚生労働省 国立感染症研究所 感染症疫学センター・センター長。長崎大学大学院・客員教授。

## 略歴
- 1990年 - 広島学院高等学校 卒業
- 1996年 - 東北大学医学部 卒業

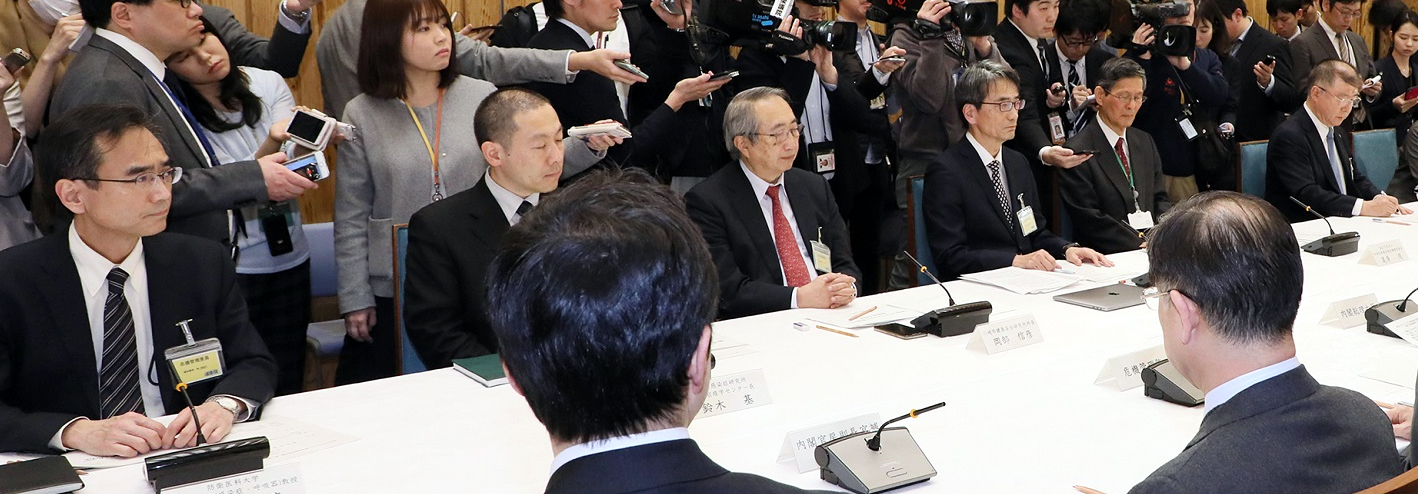
2020年2月16日、新型コロナウイルス感染症対策本部新型コロナウイルス感染症対策専門家会議の会合にて川名明彦（左端）、岡部信彦（左から3人目）、脇田隆字（右から3人目）、尾身茂（右から2人目）、釜萢敏（右端）らと

- 1997年 - 白石市公立刈田綜合病院 入職
- 1999年 - 長崎大学医学部附属病院（現 長崎大学病院） 入職
- 2000年 - 厚生会虹が丘病院 入職
- 2003年 - 国境なき医師団 入職
- 2003年 - 春回会井上病院 入職
- 2005年 - 近森会近森病院 入職
- 2005年 - 長崎大学熱帯医学研究所 テニュアトラック助教
- 2006年 - 長崎大学国際連携研究戦略本部 特任助教
- 2006年 - 長崎大学熱帯医学研究所 助教
- 2009年 - ロンドン大学衛生熱帯医学大学院 修士課程修了
- 2014年 - 長崎大学大学院医歯薬総合研究科 博士課程修了
- 2016年 - 国境なき医師団日本 理事
- 2018年 - 長崎大学熱帯医学研究所 准教授 [2]
- 2019年 - 厚生労働省 国立感染症研究所 感染症疫学センター・センター長

## 所属学会
- 日本感染症学会
- 日本疫学会
- 日本臨床疫学会
- 日本熱帯医学会